# Cripple Clarence Lofton
Cripple Clarence Lofton fue un pianista y cantante de boogie woogie y blues, nacido en 1887, aunque esta fecha está discutida por algunos autores, que proponen como más probable la de 1896. Falleció en 1957, en la más completa miseria.

## Carrera
Casi toda su vida musical la desarrolló como pianista de los barrelhouses de Chicago. Aunque grabó pocos discos, llegó a obtener éxitos interesantes, como sus temas Streamline blues o I don't know. Este último estuvo en listas de éxitos, aunque en la versión del bluesman Willie Mabon. Su estilo se caracterizaba por su potente línea de bajos ambulantes.